# 埃利·德施维茨
埃利·德施维茨（英語：Eli Dershwitz，1995年9月23日—）生于马萨诸塞州舍伯恩，是一名美国男子击剑运动员，主攻佩剑。他拥有犹太血统，外祖父母都是納粹大屠殺幸存者。他的哥哥Philip同样是击剑选手，双胞胎姐妹Sally则是体操和棍网球选手，伊莱也受哥哥的影响开始练习击剑，此前他一直在练习篮球和足球。高中后，他进入哈佛大学修读历史专业，并加入该校校队参加校际比赛，2019年毕业。